# Ficus johannis
Ficus johannis — субтропічна листопадна рослина роду фікус (Ficus).
Ficus johannis в основному представлений у вирощуванні subsp. afghanistanica.
Subsp. johannis, який, здається, є меншою, чагарниковою рослиною, вирощується за межами помірного клімату, оскільки кущі обрізаються до рівня фронтону.

## Опис
Чагарник або дерево до 10 м і більше. Гілочки опушені до підголілих. Листки листопадні, 7–9(–13) см завдовжки, дещо серцеподібні, трьох–п'ятилопатеві, нагадують кленовий лист, верхня поверхня жорстка, нижня поверхня з деяким опушенням, краї чітко зубчасті, верхівка тупа; черешок довжиною до 5 см, опушений або голий. Інжир їстівний, 2–3(–3.5) см завдовжки, пір'ястий; Квітконіс ~2 см завдовжки.

## Використання
Краса цього виду полягає в його витончено розсічених листках.
Вони не підійдуть для використання стриманим прикриттям для наготи в надзвичайній ситуації, їх мереживність натякає на щось набагато більш спокусливе. Це, безумовно, вид, на який слід звернути увагу та отримати в найкращих формах для вирощування на жаркій сонячній ділянці. У хороших умовах він має потенціал зробити прекрасне дерево, скоріше нагадує велику F. carica.

## Підвиди
Цей вид ділиться на наступні підвиди:
- Ficus johannis var. afghanistanica
- Ficus johannis var. johannis

## Галерея

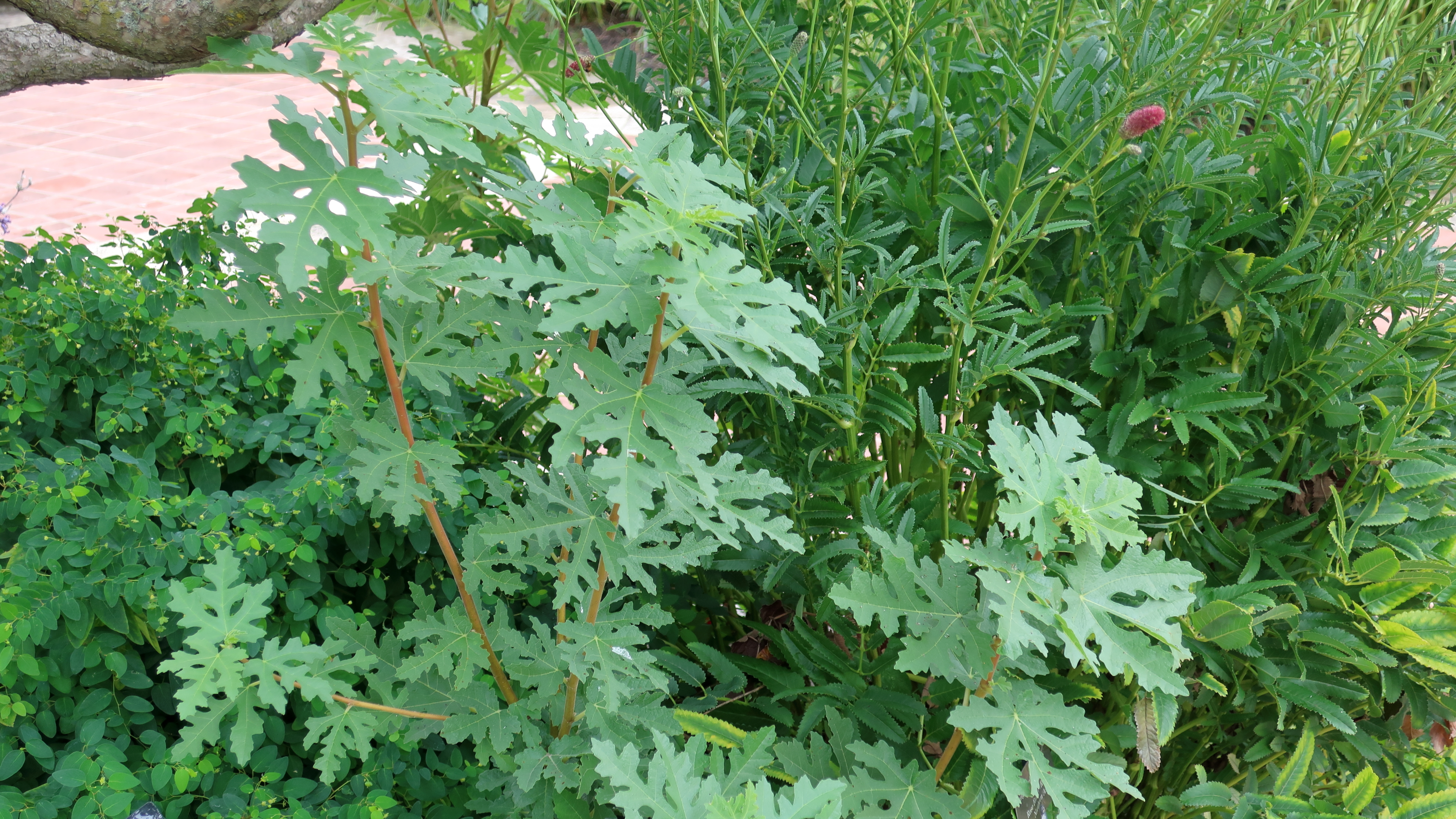
Кущ
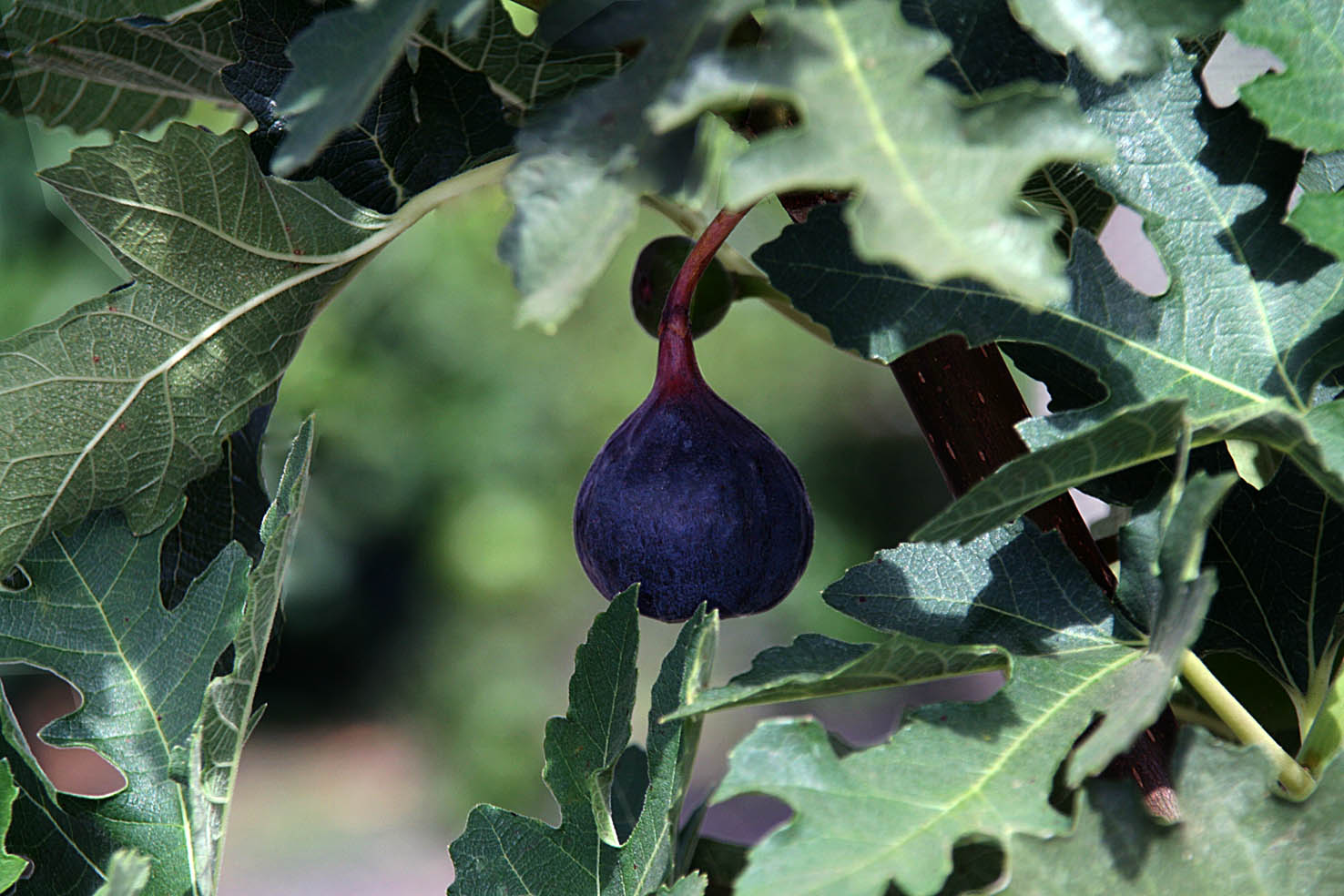
Плід